# RU Волос Вероники
RU Волос Вероники (лат. RU Comae Berenices) — одиночная переменная звезда в созвездии Волос Вероники на расстоянии приблизительно 4925 световых лет (около 1510 парсек) от Солнца. Видимая звёздная величина звезды — от +15,1m до +14,4m.

## Характеристики
RU Волос Вероники — жёлтая переменная звезда спектрального класса G0*. Радиус — около 1,76 солнечного, светимость — около 3,068 солнечной. Эффективная температура — около 5556 K.